# 九龙大道 (宁波)
九龙大道，是浙江省宁波市的一条道路，因通往九龙湖而得名:168，是 329国道的一部分，起点位于镇海慈溪界，终点位于北环西路，以汶骆路为界分为北段及南段:208、342，其中镇海慈溪界至龙都北路段为长邱线的一部分，原为慈邱线的一部分，于1935年通车，1938年因抗日战争掘毁，1968年修复:540-542，2011年改建，2013年完工，龙都北路至镇海大道段又称长邱新线或新长邱线，全长8.407公里:465，于2005年12月26日通车，2019年进行拓宽改造，2020年完工，镇海大道至北环西路段（其中江北段曾称倪家堰路:168）全长4.44公里，于2011年8月3日通车，九龙大道快速路绕城高速至金池路段与宁波轨道交通10号线共构，于2023年6月29日开工，预计于2026年通车。

## 主要相交道路
- 北接 329国道慈溪段

北段：
- 龙都北路
- 西：香山路、东：龙源路
- 滕山路
- 陈店路
- 田沈路
- 曹杨路
- 西经堂路
- 宁波绕城高速 甬舟高速九龙湖互通

南段：
- 西：汶骆西路、东：汶骆路
- 南一西路
- 盛兴路
- 荣吉路
- 镇海大道
- 通和东路
- 铸锋路
- 君山路
- 北环西路（暂不连通）

## 快速路出入口列表
| 里程                                                                                         | 类型       | 名称           | 连接                  | 说明 |
| -------------------------------------------------------------------------------------------- | ---------- | -------------- | --------------------- | ---- |
|                                                                                              | 主线出入口 | 九龙湖互通     | 宁波绕城高速 甬舟高速 |      |
|                                                                                              | 出入口     | 西经堂路（南） | 西经堂路              |      |
|                                                                                              | 出入口     | 陈店路（南）   | 陈店路                |      |
|                                                                                              | 出入口     | 镇浦路（北）   | 镇浦路                |      |
|                                                                                              | 出入口     | 龙都北路（南） | 龙都北路              |      |
|                                                                                              | 主线出入口 | 金池路         | 金池路                |      |
| 1.000 英里 = 1.609 千米；1.000 千米 = 0.621 英里 并行路段 • 已关闭／取消 • 限制进入 • 未开放 |            |                |                       |      |